# Арутюнов, Валерий Григорьевич
Валерий Григорьевич Арутюнов (арм. Վալերի Հարությունով; род. 20 мая 1949, Ереван) — советский борец греко-римского стиля, трёхкратный чемпион СССР (1972—1974), трёхкратный призёр чемпионатов Европы (1973—1975), призёр чемпионата мира (1974). Мастер спорта СССР международного класса (1972).

## Биография
Валерий Арутюнов родился 20 марта 1949 года в Ереване. Начал заниматься греко-римской борьбой в возрасте 14 лет под руководством Бориса Агаджаняна. В первой половине 1970-х годов был одним из ведущих советских борцов наилегчайшего веса, трижды становился чемпионом СССР (1972—1974) и призёром чемпионатов Европы (1973—1975). В 1974 году завоевал серебряную медаль чемпионата мира в Катовице, где, дойдя до финала, уступил лишь двукратному олимпийскому чемпиону Петру Кирову (Болгария). В 1976 году завершил свою спортивную карьеру.